# Weineck Cobra 780CUI Limited Edition
 (juillet 2011).
 (décembre 2014).

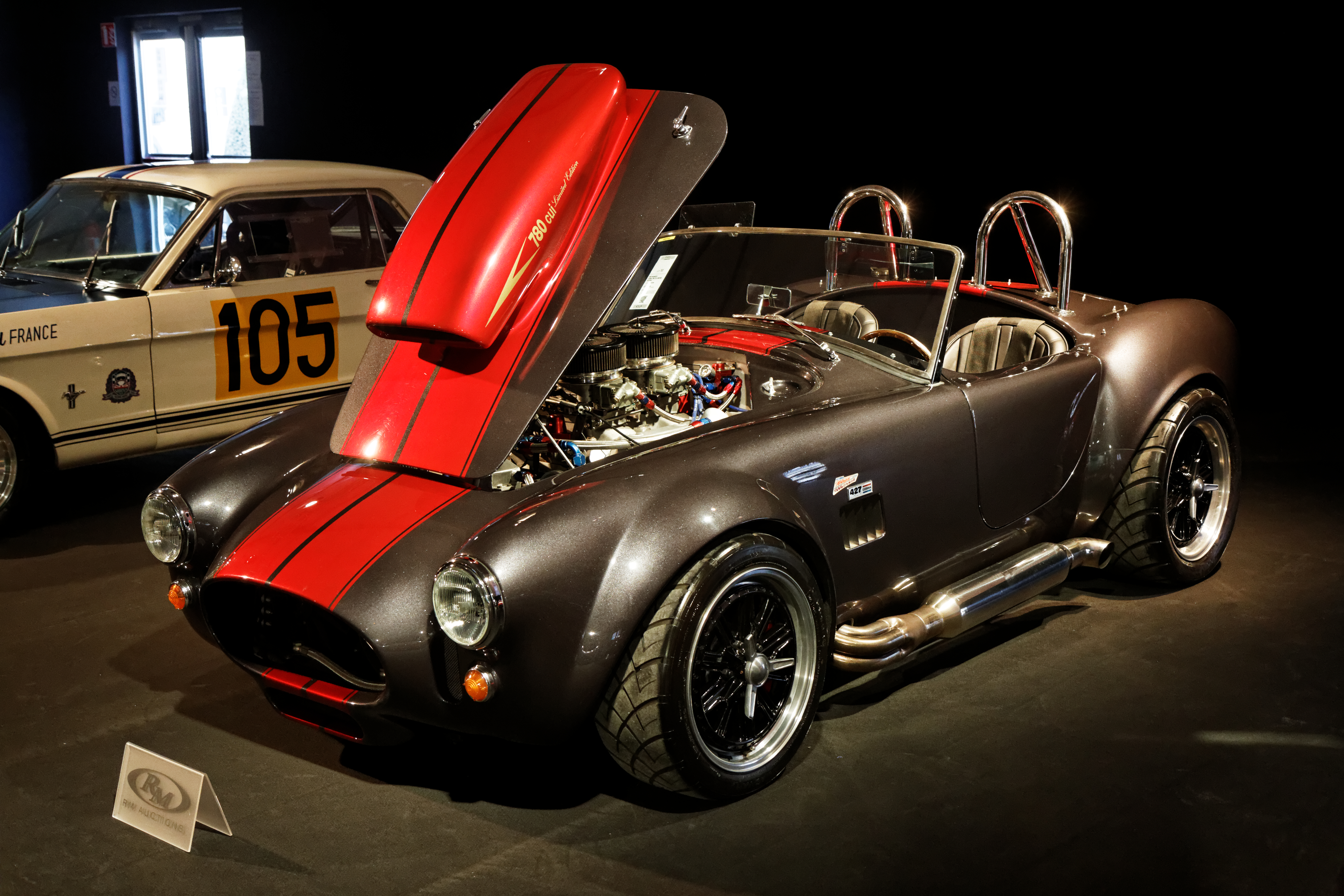

La Weineck Cobra 780CUI Limited Edition est une voiture de sport construite par l'atelier Weineck en Allemagne. Elle est basée sur la Shelby Cobra. 15 exemplaires de cette version spéciales ont été construits, ce qui en fait une voiture très rare.

## La marque
L'atelier de construction de moteurs Weineck est situé à Bad Gandersheim, en Basse-Saxe. Le constructeur assemble des moteurs V8 d'origine américaine pour des voitures hautes performances. Ces moteurs produisent entre 500 et 1200 ch. La marque se distingue des autres artisans par la taille du moteur utilisé dans sa réplique de la Cobra : en effet, la cylindrée maximale est de 12.9 L.

## La "Limited Edition"

### Moteur
La Limited Edition utilise le V8 de 12.9 L de cylindrée (780CI, Cubic Inch = pouce cube). Ce V8 est entièrement construit et assemblé en Allemagne, à l'aide de machines à contrôle numérique permettant une précision allant jusqu'au centième de millimètre. L'architecture de ce moteur est la même que celle des Big-Block dont il est issu : les 8 cylindres sont disposés en V avec un angle de 90°, un arbre à cames central commande l'ouverture des 16 soupapes disposées en tête, le refroidissement se fait par eau, le vilebrequin est composé de 5 paliers. L'allumage se fait via un distributeur et des bobines. L'alimentation en carburant se fait grâce à 2 carburateurs Holley quadruple corps dépourvus de tringlerie progressive : sur un carburateur quadruple corps conventionnel, lors d'une faible accélération, seuls 2 corps permettent l'alimentation en essence. En cas de forte accélération, les deux corps auxiliaires s'ouvrent pour permettre au moteur de produire plus de puissance. Ce système permet de réaliser des économies de carburant lorsque le moteur n'est pas sollicité. Les véhicules de course en sont dépourvus, comme la Cobra Weineck. Le moteur produit 1100 ch à 7000 tr/min, pour un couple maximal de 1 760 N m. Le régime maximum est de 8 000 tr/min.

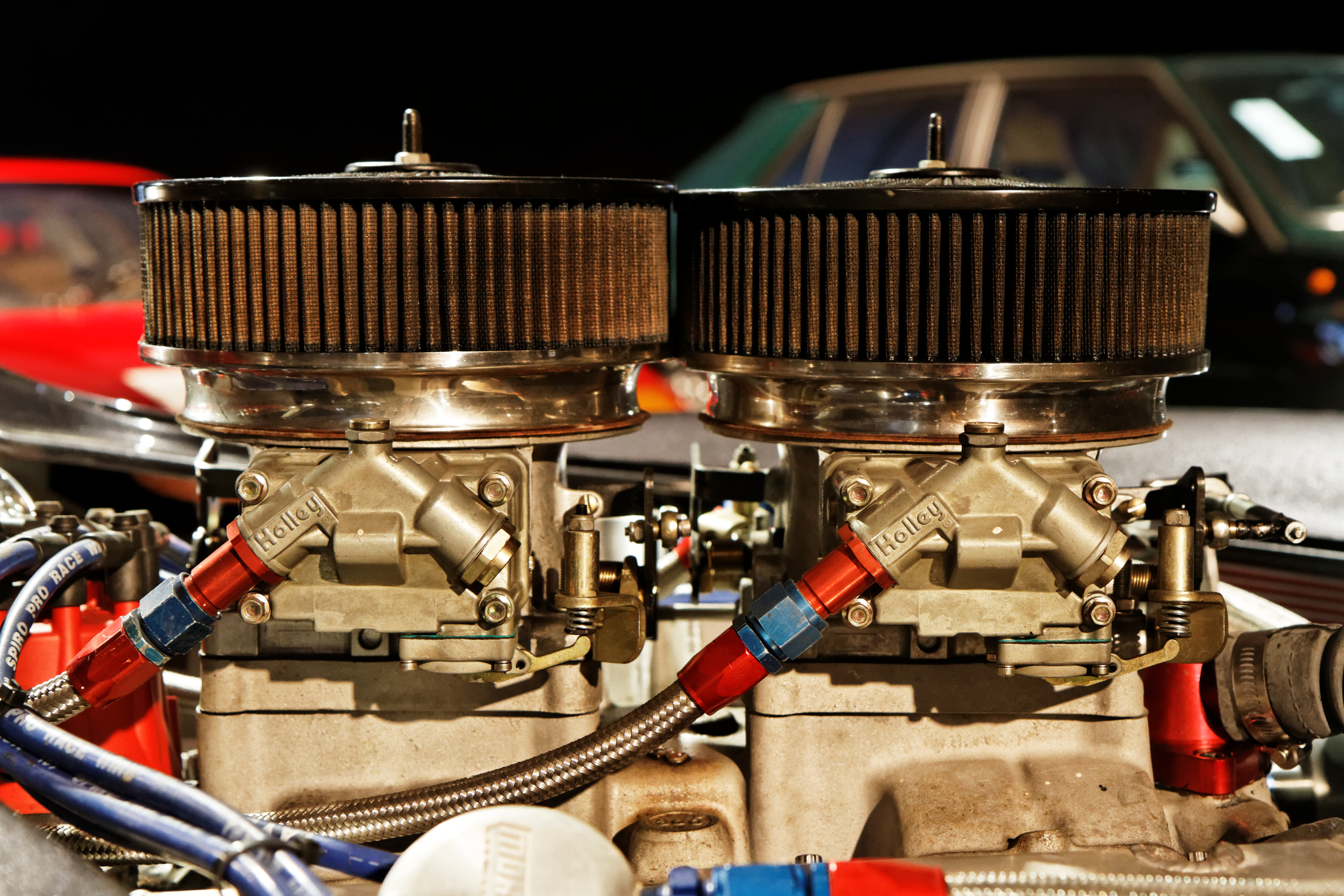

### Transmission
La transmission manuelle comporte 4 rapports, et a été conçue pour résister à un couple de 2 000 N m, tout comme l'arbre de transmission. Le différentiel est à glissement limité à 75 %.
La puissance est transmise au sol via les roues arrière, chaussées de pneus taille ultra-basse 315/35 ZR18 (255/40 ZR18 à l'avant).

### Châssis et carrosserie
Le châssis tubulaire est constitué de sections de tubes d'un diamètre de 4 pouces (101.6 mm). La structure est renforcée par des éléments en matériaux composites à base de carbone. Ce châssis doit permettre d'absorber les contraintes de torsion en pleine accélération. La carrosserie est réalisée en polyester.
Le châssis réalisé en aluminium et en titane comprend une suspension à double triangulation et ressorts hélicoïdaux.
Le freinage est assuré par 4 disques ventilés conçus par Brembo.
Les deux carburateurs dépassant du capot, une grosse prise d'air permet de faire rentrer le moteur dans son compartiment sans toucher le capot. Cet élément contribue au design agressif de la voiture.

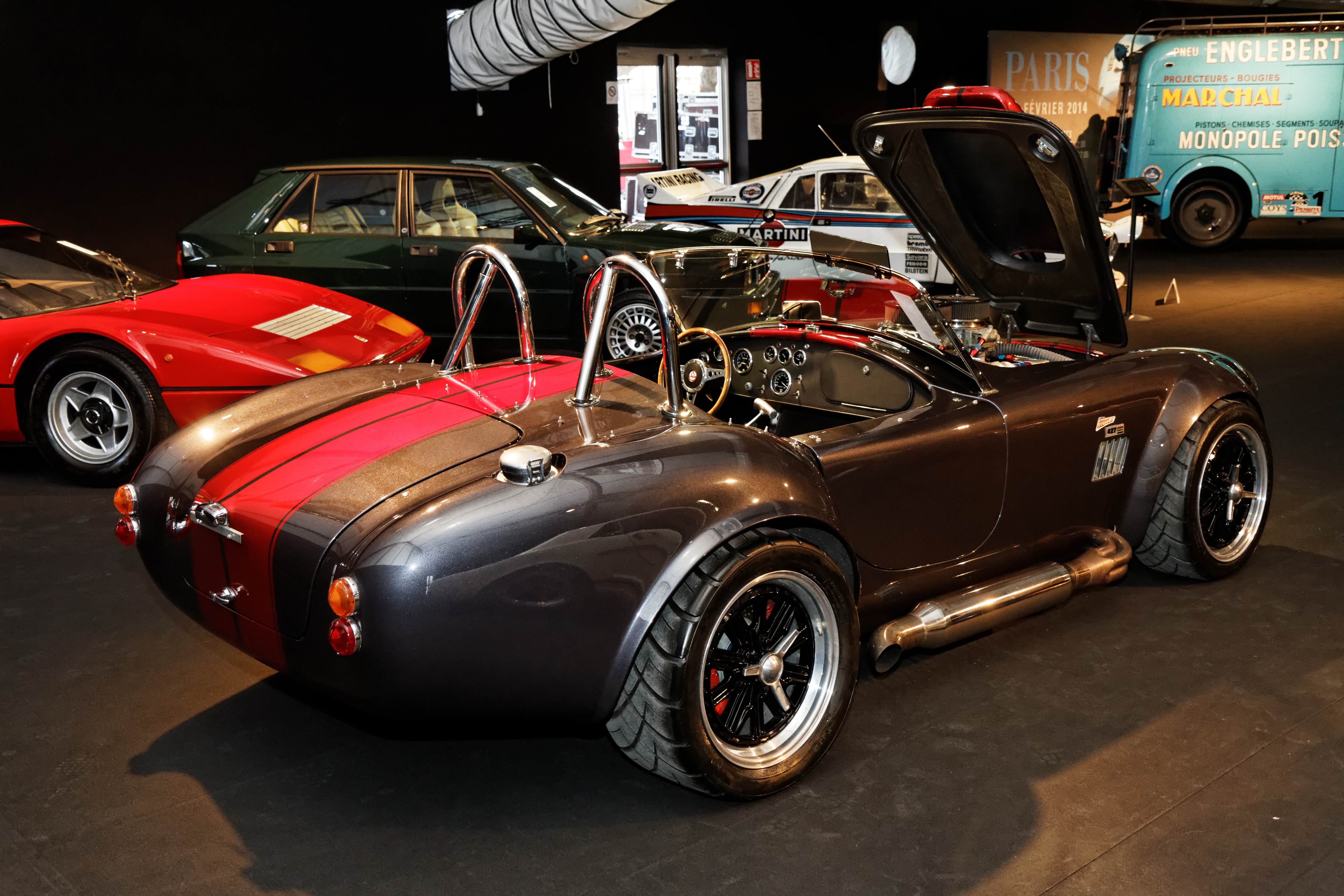

## Les performances
La voiture possède des performances exceptionnelles, avec un 0 à 200 km/h en 4,9 secondes, et un 0 à 300 km/h en seulement 10 secondes. Même à 4000 tr/min, selon Weineck, l'accélération de la voiture est supérieure à n'importe quelle autre supercar. L'absence d'aides à la conduite (ABS, antipatinage...) requiert une certaine prudence vis-à-vis de l'accélérateur. La marque détient, selon elle, le record du monde du moteur atmosphérique (c'est-à-dire sans suralimentation) le plus puissant pour une voiture homologuée sur route.